# Сельское поселение «Зареченское» (Нерчинский район)
Се́льское поселе́ние «Зареченское» — муниципальное образование в Нерчинском районе Забайкальского края Российской Федерации.
Административный центр — посёлок Заречный.

## История
Статус и границы сельского поселения установлены Законом Читинской области от 19 мая 2004 года «Об установлении границ, наименований вновь образованных муниципальных образований и наделении их статусом сельского, городского поселения в Читинской области».
Закон Забайкальского края от 25 декабря 2013 года № 922-ЗЗК «О преобразовании и создании некоторых населенных пунктов Забайкальского края»:

## Население
| 2010  | 2011  | 2012  | 2013  | 2014  | 2015  | 2016  |
| ----- | ----- | ----- | ----- | ----- | ----- | ----- |
| 1458  | ↘1453 | ↘1438 | ↘1430 | ↘1415 | ↘1399 | ↘1390 |
| 2017  | 2018  | 2019  | 2020  | 2021  |       |       |
| ↘1365 | ↘1356 | ↘1350 | ↘1328 | ↘1255 |       |       |

## Состав сельского поселения
| № | Населённый пункт | Тип населённого пункта          | Население |
| - | ---------------- | ------------------------------- | --------- |
| 1 | Заречный         | посёлок, административный центр | ↘899      |
| 2 | Нагорный         | посёлок                         | ↘433      |
| 3 | Опытный          | посёлок                         |           |